# Les Courtes
Pour les articles homonymes, voir Courtes (homonymie).
Les Courtes sont un sommet du versant français du massif du Mont-Blanc.
Elles sont situées sur le chaînon qui, de l'aiguille de Triolet à l'aiguille Verte, sépare le glacier de Talèfre au sud et le glacier d'Argentière au nord.

## Situation

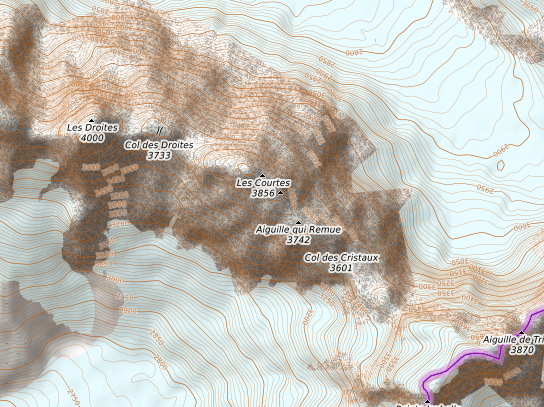
Carte topographique des Courtes.

Entre les Droites et les aiguilles Ravanel et Mummery, elles se présentent comme une longue arête avec plusieurs sommets du col des Droites (3 733 m) au nord-ouest au col des Cristaux (3 601 m) au sud-est :
- la Tour des Courtes (3 816 m), avec le col de la Tour des Courtes (3 720 m) où passe la voie normale
- l'Épaule Ouest (3 841 m)
- Les Courtes (point culminant 3 856 m)
- l'aiguille Chenavier (3 799 m)
- l'aiguille Croulante (3 765 m)
- l'aiguille Qui Remue (3 724 m)

La face nord-est, la traversée des Courtes (suivie des aiguilles Ravanel et Mummery), l'éperon central nord-nord-est, et la face nord sont respectivement les  no 29, no 38, no 76 et no 94 des 100 plus belles courses du massif du Mont-Blanc de Gaston Rébuffat).

## Refuges
- Refuge d'Argentière (2 771 m)
- Refuge du Couvercle (2 687 m)